# Salisbury (Vermont)
Salisbury es un pueblo ubicado en el condado de Addison en el estado estadounidense de Vermont. En el año 2010 tenía una población de 1.136 habitantes y una densidad poblacional de 14,55 personas por km².

## Geografía
Salisbury se encuentra ubicado en las coordenadas 43°54′50″N 73°6′25″O / 43.91389, -73.10694.

## Demografía
Según la Oficina del Censo en 2000 los ingresos medios por hogar en la localidad eran de $39,500 y los ingresos medios por familia eran $45,455. Los hombres tenían unos ingresos medios de $27,107 frente a los $21,827 para las mujeres. La renta per cápita para la localidad era de $19,306. Alrededor del 7.7% de la población estaban por debajo del umbral de pobreza.